# 와체
와체(가나 영어: waakye)는 가나의 콩을 넣은 쌀밥 요리이다. 검은눈콩 등 동부를 넣어 지은 쌀밥이며, 붉은 수수 잎과 석회석으로 붉은 빛을 낸다. 스튜, 달걀, 가리, 시토, 채소, 스파게티, 플랜테인 등을 곁들여 먹는다. 흔한 길거리 음식이며, 흔히 바나나잎에 싸서 판다. 카리브와 라틴 아메리카의 쌀밥과 콩 요리의 기원이 되는 음식이기도 하다.

## 이름
가나 영어 "와체(waakye)"의 어원은 "쌀과 콩"이라는 뜻의 하우사어 "신카파 다 와케(shinkafa da wake)"이다. "신카파(shinkafa)"는 "쌀, 쌀밥"을, "다(da)"는 "~과/와"를, "와케(wake)"는 "콩"을 뜻한다.

## 사진

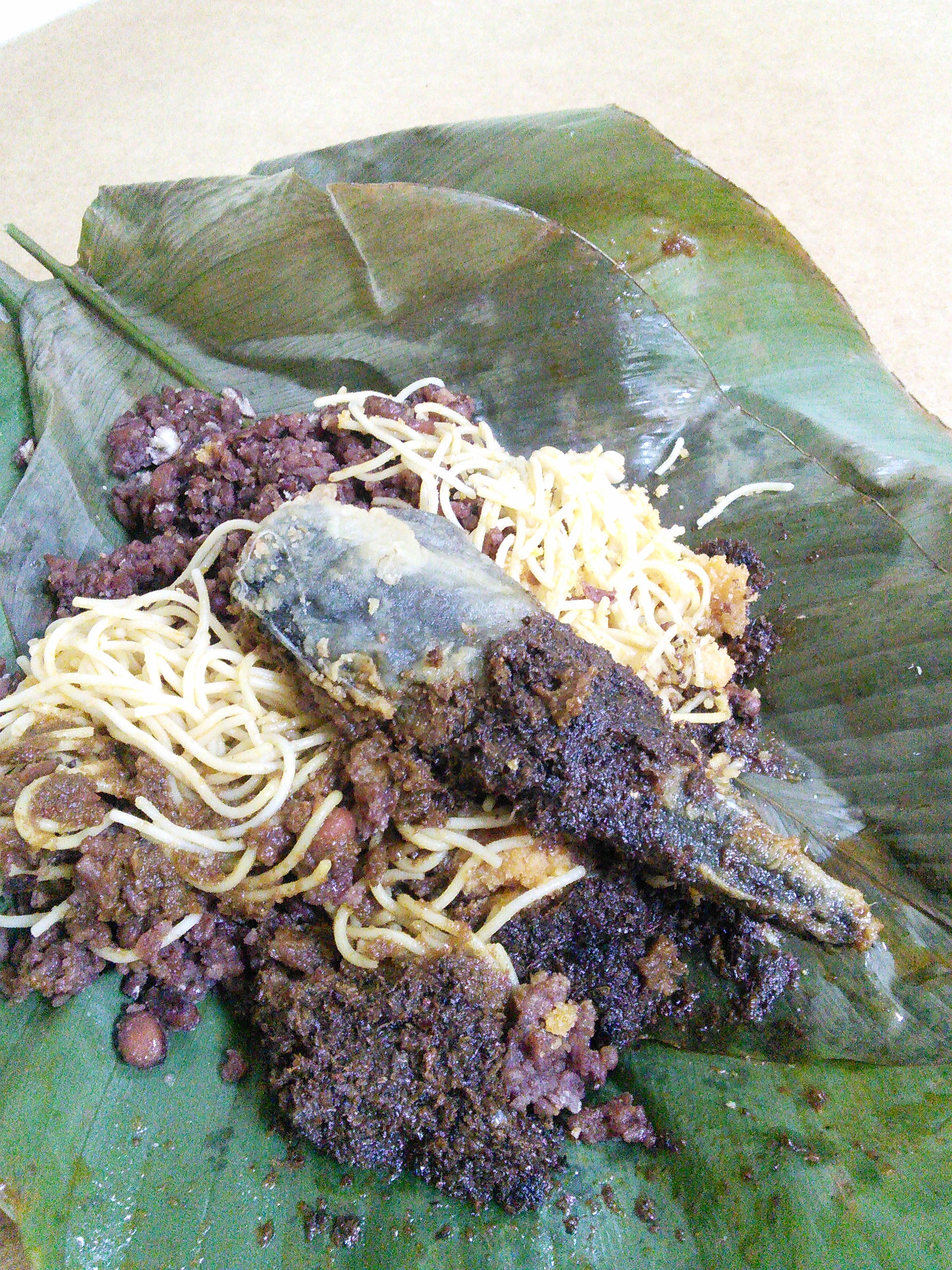
바나나잎에 싼 와체

## 같이 보기
- 콩밥